# Casa Siqués
La Casa Siqués és una obra de Ripoll protegida com a Bé Cultural d'Interès Local.

## Descripció
L'edifici construït per Joan Rubió i Ballver resol la cantonada d'enllaç entre el carrer Progrés i el carrer de l'Estació. De planta paral·lelepipèdica, utilitza els balcons i la glorieta de testa com a elements de continuïtat entre façanes. La composició de buits, galeries i textura dels paraments exempts de notorietat, arriben a un grau de correcció considerable.